# 高野一哉
高野 一哉（たかの かずや、1992年11月10日 - ）は、熊本県熊本市出身の元プロ野球選手（投手）。

## 経歴
中学時代は軟式野球部のエースとして県大会3位の実績を持つ。また、井手らっきょが校長を務めるプロフェッショナル・ベースボール・アカデミー（PBA）に通っていた。
高校時代は1年秋からベンチ入りし、2年秋からエースとして活躍するも、甲子園出場実績はなかった。
2010年9月13日にプロ志望届を提出したが、同年のドラフト会議では指名はなかった（のちに本人は「ドラフト会議前の9月下旬に、メジャーへの挑戦を決断していた。」と語っている）。その後、11月20日にロサンゼルス・ドジャースがマイナー契約を結んだことを発表した。
2011年からアリゾナリーグ・ドジャースでプレーし、4年間で31試合に登板。9勝4敗、防御率3.98だった。2011年はリーグ優勝した日に先発、勝利投手となり胴上げ投手となった。マイナーリーグで世界一となり、チャンピオンリングも手にしている。肩の怪我で苦しみ2014年は登板なしに終わり、9月26日に自由契約となった。
2015年1月25日、ベースボール・チャレンジ・リーグの信濃グランセローズが練習生として契約。5月1日に選手契約を結んだ。7月25日、退団。
2017年シーズンより活動を開始した、社会人野球クラブチームの鳥開ベースボールクラブに入団し、現役を続行していた。
その後は中学時代に通っていたPBAのコーチを務め、小・中学生の指導に携わっている。

## プレースタイル
最高球速151km/hのストレートとキレのある縦スライダーが武器。

## 詳細情報

### 年度別投手成績
| 年 度     | 球 団     | 登 板 | 勝 利 | 敗 戦 | セ 丨 ブ | 完 投 | 勝 率 | 投 球 回 | 打 者 | 被 安 打 | 被 本 塁 打 | 奪 三 振 | 与 四 球 | 与 死 球 | 失 点 | 自 責 点 | 暴 投 | ボ 丨 ク | 失 策 | 防 御 率 | W H I P |
| --------- | --------- | ----- | ----- | ----- | -------- | ----- | ----- | -------- | ----- | -------- | ----------- | -------- | -------- | -------- | ----- | -------- | ----- | -------- | ----- | -------- | ------- |
| 2015      | 信濃      | 12    | 0     | 0     | 4        | 0     | ----  | 11       | 44    | 5        | 0           | 12       | 5        | 1        | 3     | 3        | 1     | 1        | 0     | 2.45     | 1.14    |
| 通算：1年 | 通算：1年 | 12    | 0     | 0     | 4        | 0     | ----  | 11       | 44    | 5        | 0           | 12       | 5        | 1        | 3     | 3        | 1     | 1        | 0     | 2.45     | 1.14    |

### 背番号
- 74（2015年）